# Simen Agdestein
Simen Agdestein (* 15. května 1967 Asker) je norský šachista a bývalý fotbalista. Je také absolventem politologie na Univerzitě v Oslu, pracuje jako učitel na střední škole ve městě Sandvika.
Šachovým velmistrem se stal v osmnácti letech, na mistrovství světa juniorů v šachu získal v roce 1986 stříbrnou medaili. Sedmkrát se stal mistrem Norska (1982, 1986, 1988, 1989, 2000, 2002 a 2005), reprezentoval na sedmi šachových olympiádách, jeho nejvyšší hodnocení Elo v kariéře bylo 2637 bodů a nejlepším postavením na světovém žebříčku 16. místo. Působí v klubu Norges Toppidrettsgymnas a na webové stránce Internet Chess Club, je autorem šachových příruček. Byl manažerem Magnuse Carlsena, později tuto pozici převzal jeho starší bratr Espen Agdestein.
Mediální pozornost vzbudil v roce 2015, když ho při simultánce porazila šestiletá Lykke-Merlot Heliesenová.
Za klub FK Lyn odehrál devět sezón v nejvyšší norské fotbalové soutěži Eliteserien na pozici útočníka. Odehrál také osm zápasů za norskou fotbalovou reprezentaci, jedinou reprezentační branku vstřelil v listopadu 1988 v přátelském utkání proti Československu v Bratislavě, které Norové prohráli 2:3. S fotbalem skončil po zranění v roce 1992.
Jeho manželkou byla v letech 1996 až 2008 politička a novinářka Marianne Aasenová. Mají dvě děti.
Účinkoval v prvním ročníku televizní soutěže Skal vi danse? (StarDance …když hvězdy tančí).